# José Luíz Barbosa
José Luíz Barbosa, född den 27 maj 1961, är en brasiliansk före detta friidrottare som tävlade på 800 meter.
Barbosa deltog vid det första världsmästerskapet 1983 i Helsingfors där han inte tog sig vidare till finalen. Vid inomhus VM 1987 i Indianapolis blev han världsmästare på 800 meter. Samma år deltog han vid VM utomhus i Rom där han slutade på tredje plats. Vid Olympiska sommarspelen 1988 i Seoul blev han sexa. 
1989 lyckades han inte försvara sitt guld vid inomhus-VM i Budapest utan slutade tvåa efter den olympiske mästaren Paul Ereng. 1991 noterade han sitt personliga rekord på distansen då han nådde tiden 1.43,08 vid en tävling i Rieti. Han var favorit till guldet vid VM 1991 i Tokyo men blev bara tvåa slagen av Billy Konchellah. Vid Olympiska sommarspelen 1992 slutade han på fjärde plats.
Efter OS deltog han vid ytterligare tre världsmästerskap 1993, 1995 och 1997 men tog sig aldrig vidare till finalen. 